# مشروع رونيبرغ
مشروع رونيبرغ (بالسويدية: Projekt Runeberg)‏ هو موقع ويب من نوع مكتبة افتراضية ‏ ومكتبة رقمية أنشئ في 1992، يقع مقره الرئيسي في السويد.

## وصلات خارجية
- الموقع الرسمي